# Fungus Rock
Fungus Rock, včasih imenovan Mushroom Rock, med Maltežani pa Il-Ġebla tal-Ġeneral (angleško The General's Rock), je majhna čer v obliki 60 m visokega masivnega grušča apnenca na vhodu v skoraj krožno črno laguno v Azurnem oknu na obali Goza, ki je že sam otok malteškega arhipelaga. Spada pod sodno oblast vasi San Lawrenz.

## Zgodovina
Na čeri naj bi malteški vitezi prvi odkrili,rastlino, ki je danes poznana kot malteška gliva. Ta rastlina, ki je nekakšna parazitska kritosemenka in ne gliva, ima odvraten vonj. Takratni zdravniki so verjeli, da ima zdravilne lastnosti.  Vitezi so rastlino uporabili kot mazilo za rane in za zdravilo proti griži. Vitezi so rastlino tako cenili, da so jo pogosto darovali uglednim plemičem in obiskovalcem malteških otokov.
Velemojster Pinto je leta 1746 razglasil Fungus Rock za mejo; prestopniki so tvegali triletno prisilno zaposlitev kot veslači v viteških galejah. Tam je postavil stalno stražo in celo zgradil košaro z žičnico od skale do kopna, oddaljenega 50 m. Prav tako je ukazal, da so stranice skale zglajene, da odstranijo oprijemala.
Prizadevanja Pinta so bila morda nepotrebna. Farmakologi danes preučujejo zdravstvene učinke rastline Fucus coccineus melitensis.
Danes je Fungus Rock naravni rezervat. Vendar je obala v bližini dostopna kopalcem, morje pa je popolno za potapljanje.
Fungus Rock je tudi odlično mesto za fotografiranje sončnega zahoda skozi odprtino na čeri. Vendar pa je to na voljo samo na vstopnem sidrišču in samo v določenih letnih časih, ko sonce zahaja na pravi način. 
- Pogled na Fungus Rock iz zadnje strani
- Cynomorium coccineum, ki je dala čeri ime
- Sončni zahod skozi odprtino na Fungus Rocku